# Богдановка (Ростовская область)
Богда́новка — село в Целинском районе Ростовской области России. Входит в состав Ольшанского сельского поселения.

## География
С селом фактически слился хутор Родионовка.
Расположено примерно в 150 км (по шоссе) к юго-востоку от областного центра, высота центра селения над уровнем моря 96 м

## Топоним
На пятивёрстной карте Кавказского края 1926 года вместе с соседней Родионовкой обозначены, как «Двойная», а на двухкилометровке 1932—1941 года, как отдельная Богдановка

## Население
| 2010 |
| ---- |
| 147  |

## Инфраструктура
Личное подсобное хозяйство.
Основа экономики — сельское хозяйство.

## Транспорт
Село доступно автотранспортом с автодороги «Целина — Ольшанка — Краснюков — Донской», находящееся примерно в 1,5 км к востоку.

## Улицы
- ул. Новая,
- ул. Степная,
- ул. Центральная,
- пер. Школьный[6].